# Diopsonemertes acanthocephala
Diopsonemertes acanthocephala är en djurart som tillhör fylumet slemmaskar, och som beskrevs av Kajihara, Gibson och Shunsuke F. Mawatari 200. Diopsonemertes acanthocephala ingår i släktet Diopsonemertes och familjen Amphiporidae. Inga underarter finns listade i Catalogue of Life.